# Eurorégion Lac de Constance
 (janvier 2024).

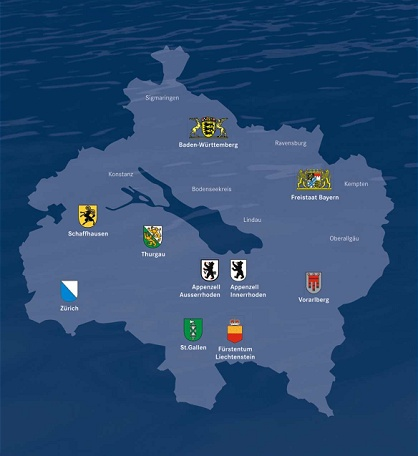
Membres de la

L' Eurorégion Lac de Constance est une région européenne de coopération transfrontalière située dans la région du lac de Constance fondée en 1997. En 2020, selon le site internet de la plateforme statistique pour l'eurorégion, cette dernière était peuplée de 4,17 millions de personnes, avec une densité de population de 317 personnes au kilomètre carré.
L’Eurorégion se compose :
- En Allemagne (6 arrondissements et 1 ville-arrondissement),
  - de l'Arrondissement du Lac de Constance (Bade-Wurtemberg),
  - de l'Arrondissement de Constance (Bade-Wurtemberg),
  - de l'Arrondissement de Ravensbourg (Bade-Wurtemberg),
  - de l'Arrondissement de Sigmaringen (Bade-Wurtemberg),
  - de l'Arrondissement de Lindau (Bavière),
  - de l'Arrondissement d'Oberallgäu (Bavière),
  - et de la Ville-arrondissement de Kempten (Bavière),
- En Suisse (6 cantons),
  - du canton d'Appenzell Rhodes-Extérieures,
  - du canton d'Appenzell Rhodes-Intérieures,
  - du canton de Saint-Gall,
  - du canton de Schaffhouse,
  - du canton de Thurgovie,
  - et du canton de Zurich,
- En Autriche (1 land), du Vorarlberg,
- Et de la Principauté du Liechtenstein.